# 史蒂芬·哈吉奧克里斯托夫萊斯

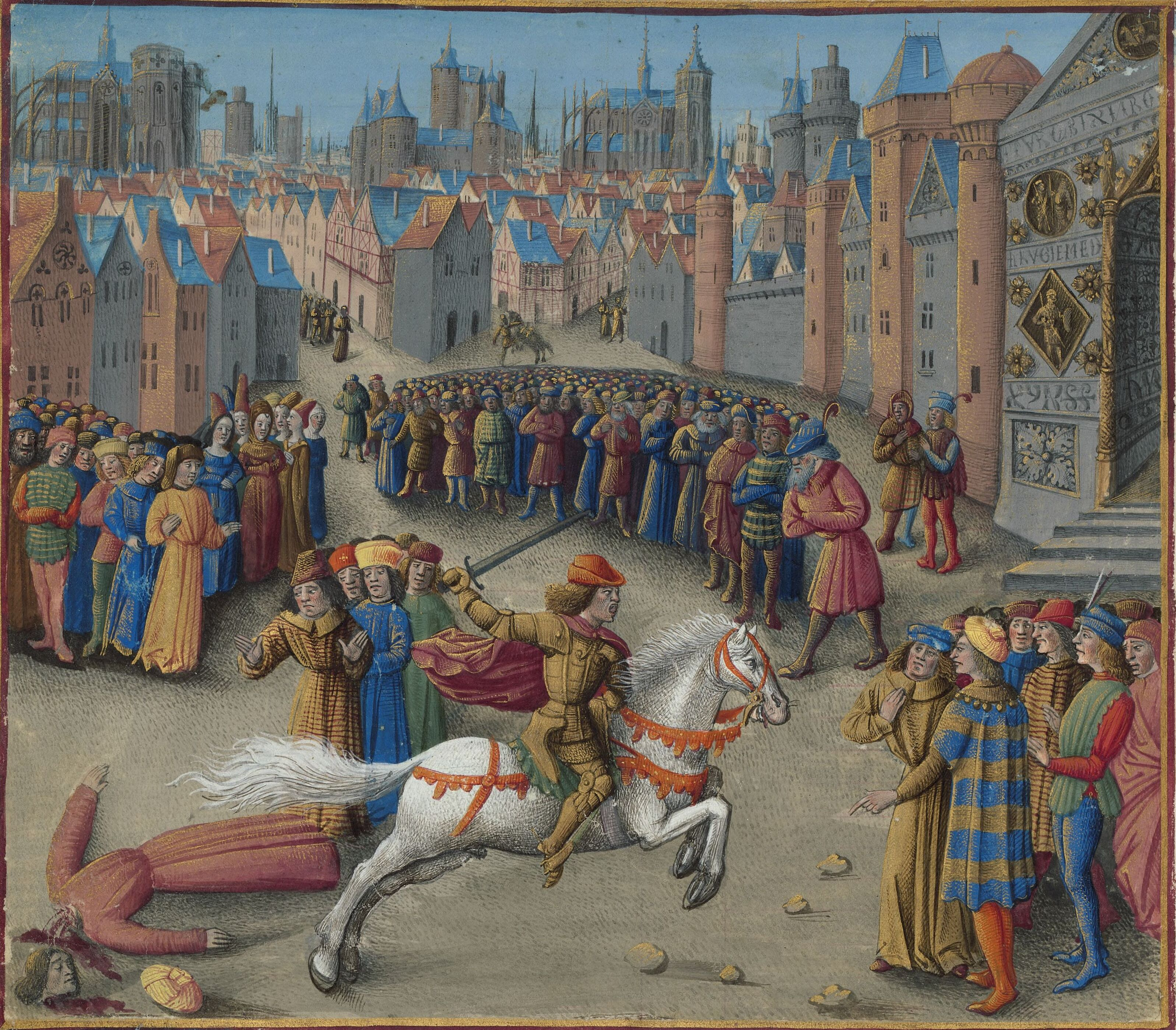
哈吉奧克里斯托夫萊斯被殺，讓·科龍比在《Passages d'outremer》（約1473年）中的微型畫，收藏於法國國家圖書館

史蒂芬·哈吉奧克里斯托夫萊斯（希臘語：Στέφανος Ἁγιοχριστοφορίτης，羅馬化：Stephanos Hagiochristophorites，約1130年—1185年9月11日）是拜占庭皇帝安德洛尼卡一世（1183年—1185年在位）宮庭中最有權力的成員。他在試圖逮捕伊萨克·安格洛斯時被殺，伊薩克後來廢黜並取代了安德洛尼卡一世，登基为伊萨克二世。

## 生平
哈吉奧克里斯托夫萊斯出身卑微。帖撒羅尼迦大主教尤斯塔修斯記載他的父親是一名收稅員。在曼努埃爾一世（1143年—1180年在位）統治的後半期，哈吉奧克里斯托夫萊斯試圖投靠宮廷，但卻遭到貴族的嘲弄和敵視。事實上，根據尤斯塔修斯 (Eustathius) 的說法，當他試圖勾引一位貴族淑女並娶她為妻以提升自己的地位時，他被當眾鞭打並割下鼻子。儘管如此，他的決心得到了回報，他得以晉升行政等級，最後終於擔任軍隊行政官一職，這職位顯然是他從曼努埃爾一世本人手中接過來的，並在其子阿歷克塞二世（1180年—1183年在位）短暫的統治期間擔任此職。
安德洛尼卡一世於1182年奪權，名義上與阿歷克塞二世同為皇帝。哈吉奧克里斯托夫萊斯保留了他的職位，並迅速成為新皇帝最信任和最有權勢的大臣。1183年9月或10月，安德洛尼卡一世派出哈吉奧克里斯托夫萊斯，在君士坦丁·特里普索斯（Constantine Tripsychos）和西奧多·達迪布雷諾斯（Theodore Dadibrenos）的協助下，謀殺了阿歷克塞二世。年輕的皇帝被弓弦勒死，安德洛尼卡一世獎賞了哈吉奧克里斯托夫萊斯，賜他Pansebastos sebastos的軍銜和郵傳書記的職位。
到了1185年9月，君士坦丁堡內對安德洛尼卡一世政權的不滿沸騰起來：坊間傳言一尊著名的聖保羅像正在流淚，甚至有一位宮廷占卜師斯克勒羅斯·塞思（Skleros Seth）預言安德洛尼卡一世的繼任者名字會以「I」開頭。安德洛尼卡一世和他的追隨者認為這指的是年輕的貴族伊薩克·安格洛斯，於是在9月11日，他們發動了攻擊：當皇帝退到城市亞郊的宮殿時，哈吉奧克里斯托夫萊斯和他的隨從前往佩里普托修道院附近伊薩克·安格洛斯的家。伊薩克一開始驚慌失措，但隨後決定戰鬥到底，他揮舞著劍、騎著馬向攻擊者衝去。面對突如其來的攻擊，哈吉奧克里斯托夫萊斯轉身逃跑，但伊薩克卻給了他頭部致命一擊。在打傷隨從並迫使他們逃走後，伊薩克騎著馬沿著梅塞大道馳往聖索菲亞大教堂，向民眾高聲宣揚他的事跡。就這樣，伊薩克被驅使公然煽動叛亂行為中，在人民的支持下於第二天被牧首巴西爾·卡馬特羅斯加冕為皇帝，而安德洛尼卡一世則逃跑，幾天後被抓到並處決。

## 評價
這位「最著名的新貴」（Charles Brand）的崛起、他的傲慢和無情、他與阿歷克塞二世謀殺、安德洛尼卡一世日趨專制的統治，以及對貴族的血腥清洗，都讓哈吉奧克里斯托夫萊斯成為傳統菁英憎恨的對象，這在同時代和後來的歷史學家的著作中都有證明。尼基塔斯·霍尼亞提斯描述哈吉奧克里斯托夫萊斯在禁令中的角色是安德洛尼卡一世游擊隊的「領袖和首領」，「他那如雷般的聲音轟響了整個宮殿，[...]掃除了所有安德洛尼卡一世認為可疑的人」。事實上，根據霍尼亞提斯的記錄，他的姓氏字面上的意思是「基督的聖攜行者」，雖然原本可能反映出他的出生地是奉獻給聖克里斯多夫（Saint Christopher）的，但後來卻被廣泛地改成「Ἀντιχριστοφορίτης」，字面上的意思是「敵基督的攜行者」，因為用霍尼亞提斯的話來說，「他是安德洛尼卡一世最無恥的隨從，充滿了各種惡行。」同樣地，尼基塔斯的兄弟、雅典大主教邁克爾·霍尼亞提斯稱他為「暴政的鋼鐵神經」，而在安德洛尼卡一世被推翻後所寫的「死者對話」則描繪了他，他的頭還是一分為二，試圖向冥府中的死者徵稅，以支付他搭乘卡戎之船的旅費。

## 來源
- Kazhdan, Alexander. . 亚历山大·卡日丹  (编). . 牛津: 牛津大学出版社: 895. 1991. ISBN 0-19-504652-8.
- Magoulias, Harry J. (编). . Detroit: Wayne State University Press. 1984. ISBN 0-8143-1764-2.
- Savvides, Alexis G. K. . Vyzantiaka (Thessaloniki). 1994, 14: 341–353.